# 위키탄

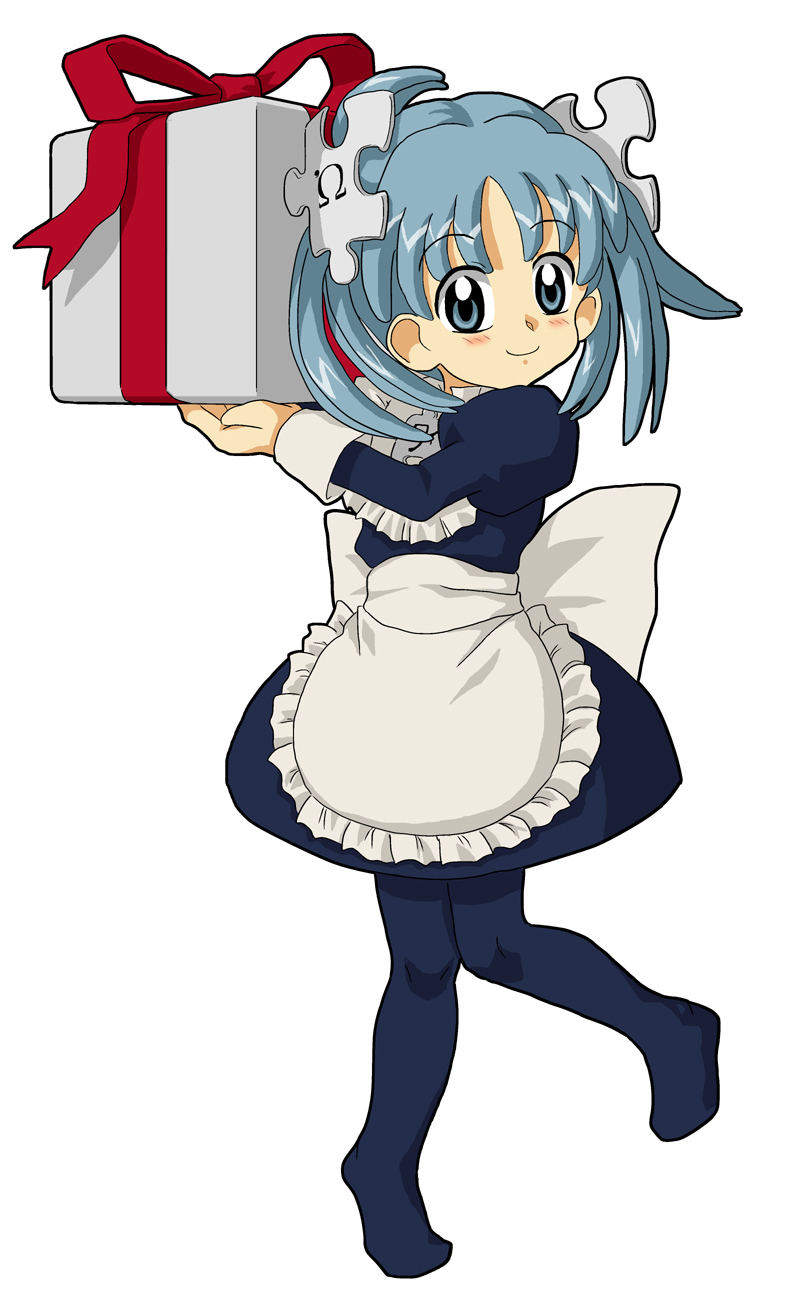

위키-탄(Wiki-Tan)은 위키백과를 대표하는 캐릭터이다. 위키백과를 편집하는 사람들이 직접 만들었으며, 현재 수백 개의 팬아트가 존재한다.